# Djurgårdsbron

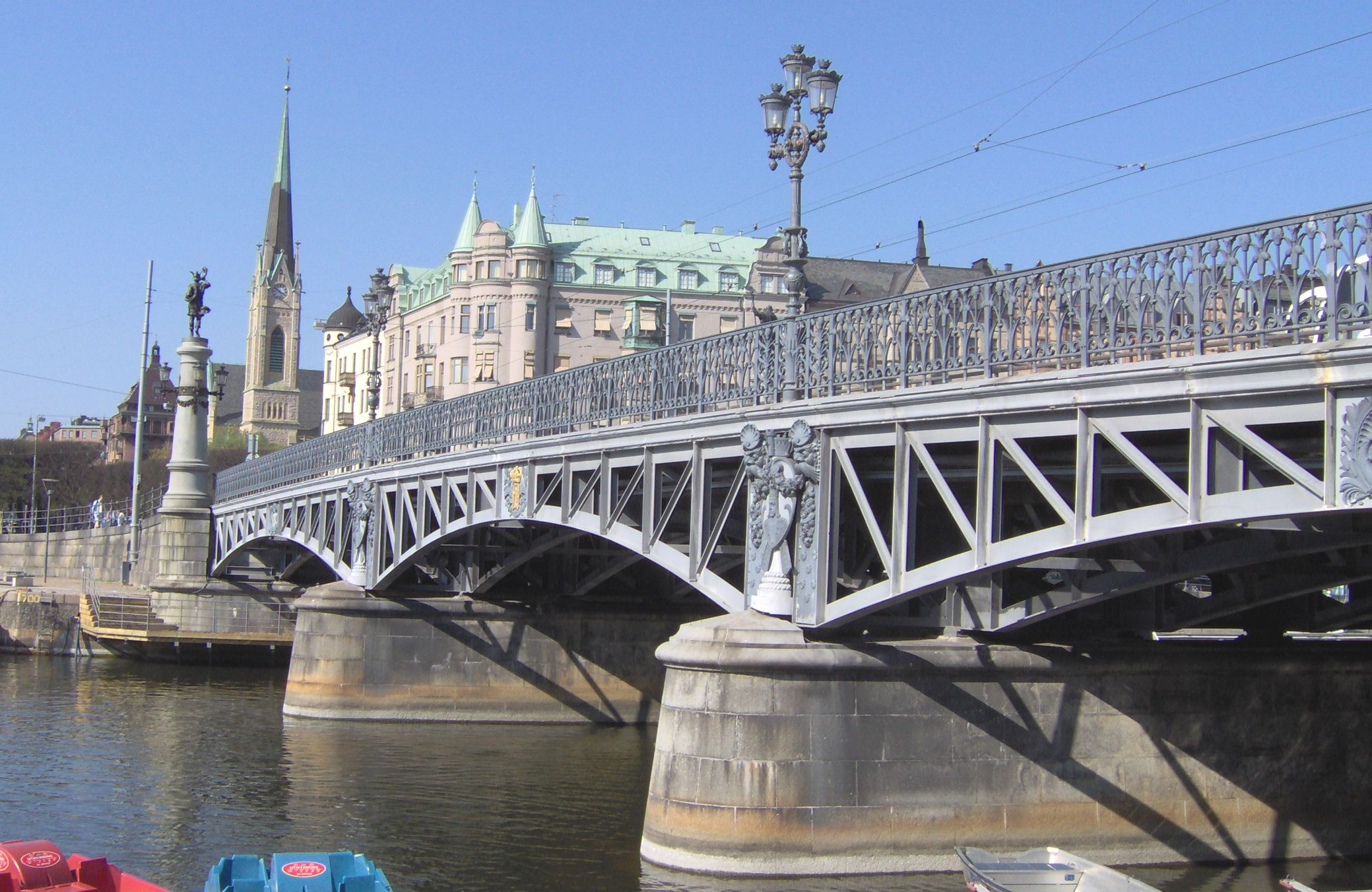
Lado oeste da Djurgårdsbron em 2006, visto do norte.

Djurgårdsbron (em sueco: "A Ponte Djurgården") é uma ponte no centro de Estocolmo, Suécia. Projetada por Carl Fraenell e construída para a Feira Mundial de Estocolmo de 1897, a ponte atual forma uma extensão sul para o boulevard Narvavägen, dessa maneira, conecta a parte continental de Östermalm à ilha Djurgården. É uma das quatro pontes que se estendem de Djurgården, as outras em Djurgårdsbrunnsbron, Beckholmsbron, e Lilla Sjötullsbron.
Em destaque nesta ponte, suportada em altas colunas de granito, quatro deuses da mitologia nórdica, esculpidos por Rold Adlersparre - Heimdall soprando em seu Gjallarhorn; a esposa de Odin, Frigg, segurando uma vareta; Freyja com um falcão (um de seus símbolos) em suas mãos; e Thor com seu martelo Mjolnir apoiado em seu ombro. Flanqueando o caminho há cercas de ferro fundido exibindo plantas estilizadas, suportes e candelabros desenhados pelo arquiteto Erik Josephson (1864-1929).